# التعليم في إسرائيل
التعليم في إسرائيل يلعب دورًا رئيسيًا في حياة وثقافة البلاد. ففي إسرائيل نظام تعليمي شامل يركز على اتجاهات تربوية تقدمية. يصل الإنفاق على التعليم في إسرائيل حسابات لنحو 10% من الناتج المحلي الإجمالي، وتقوم الدولة بدعم معظم المدارس.

## المسارات التعليمية
وتنقسم المدارس الإسرائيلية إلى أربعة مسارات: مدارس حكومية (مملَخَتي)، مدارس حكومية دينية (مملَخَتي داتي)، مدارس مستقلة (حريديم) ومدارس العرب. وهناك أيضًا مدرسة خاصة التي تعكس فلسفات مجموعات محددة من الإهل تسمى «المدارس الديمقراطية» أو التي تستند إلى الاهج الاسية لبلد أجنبي (مثل المدرسة الأمريكية). يدرس معظم الشبيبة الإسرائيلية في المدارس الحكومية. تقدم مدارس الدولة الدينية برامج دراسات مكثفة عن اليهودية وتقاليدها وتشدد على تطبيق واحترام هذه التقاليد، وبخاصة للطلاب الأورثوذكس (مثل الصهاينة المتدينين والأرثوذكس الحديثيين). تركز المدارس المستقلة (Chinuch Atzmai) بمعظمها على دراسة التوراة وتقديم القليل جدًا من المواضيع العلمانية. يشمل منهاج المدارس في العربية على تدريس اللغة العربية والتاريخ والدين والثقافة العربية، في الوسط العربي هناك مدارس خاصة يتبع أغلبها لمؤسسات مسيحية وتعتبر مدارس الكنيسة من أفضل المدارس في الوسط العربي وتدعى بمدارس النخبة.
يتكون نظام التعليم الإسرائيلي من ثلاث مستويات:
- التعليم الابتدائي (الصفوف 1-6، الأعمار: 6 إلى 12 سنة)،
- التعليم المتوسط (الصفوف 7-9، الأعمار: 12-15 سنة)،
- والتعليم الثانوي (الصفوف: 10-12، الأعمار: 15-18 سنة).

التعليم إلزامي في إسرائيل من الحضانة حتى الصف التاسع.
في عام 1984 تم تشيد أول مدرسة يهودية عربية مختلطة من قبل سكان القرية التعاونية نيفي شالوم-واحة السلام، أسسها المواطنين اليهود والعرب في إسرائيل. حاليًا، تتلقى هذه المدرسة بعض الدعم من الحكومة. في عام 1997 أفتتح مدرستين مختلطتين في القدس والجليل (مدرسة الجليل العربية اليهودية) بواسطة برنامج «يدا بيد» التايع لمركز تعليم العرب واليهود في إسرائيل. وبحلول عام 2010 أصبح هناك خمس مدارس مختلطة خاصة في إسرائيل بما في ذلك من مدرسة واحة السلام.
- يبدأ العام الدراسي في إسرائيل بتاريخ 1 سبتمبر وينتهي في 30 يونيو للمدارس الابتدائية، وفي 20 يونيو للمدارس المتوسطة والثانوية.

## قانون حقوق التلاميذ الإسرائيليين
يحظر قانون عام 2000 الإسرائيلي لحقوق التلاميذ، التمييز بين الطلاب لأسباب طائفية أم في القبول أو الطرد من المؤسسة التعليمية، وفي وضع مناهج ادراسية تعليمية منفصلة أو عقد فصول منفصلة في نفس المؤسسة التعليمية، وكما يتنص على حقوق وواجبات التلاميذ.

## شهادة الثانوية العامة (البجروت)
يعد التعليم الثانوي الطلاب لامتحانات شهادة الثانوية العامة الإسرائيلية (البجروت). تغطي هذه الامتحانات تخصصات أكاديمية مختلفة، والتي تدرس في خمس وحدات تسمى «يحيدوت ليمود» (yehidot limud) والتي تعني «وحدات تعليمية» متدرجة في نطاق صعوبة تصاعدي من 1 إلى 5. يحصل على شهادة البجروت الكاملة أي طالب يحصل على علامة نجاح في جميع المواد الإجبارية (اللغة العبرية، اللغة الإنكليزية، الرياضيات، التوراة، التاريخ، دراسات الدولة والأدب) وامتحن في 21 وحدة دراسية ونجح في واحدة من الوحدات الخمس. في العام الدراسي 2006-2007، أخذ 74,4% من تلاميذ الصف الثانوي الإثني عشر امتحانات البجروت، وتأهل 46.3% فقط للحصول على شهادة الثانوية العامة. في القطاعات العربية كانت النسبة 35,6% وفي الدرزية 43,7%. في عام 2005، 64% من التلاميذ المسيحيين حصلوا على شهادة البجروت، مقابل 50% من بين التلاميذ الدروز، و45% من المسلمين و55% من اليهود. كما ان 90% من الحاصلين على البجروت من المسيحيين استوفوا شروط القبول بالجامعات مقابل 87% من اليهود و71% من الدروز والمسلمين. في سنة 2011 بلغت نسبة خريجي الجامعات عام 2010 نحو 63% بين المسيحيين العرب، مقابل 58% بين اليهود، و46% بين المسلمين.
وفيما يلي جدول يبين النسبة المئوية للحاصلين على الشهادة الثانوية العامة في أكبر المدن الإسرائيلية، وفقا للمكتب الإسرائيلي المركزي للإحصاء لعام التخرج 2002.
ويقول مركز أدفا، وهو مركز بحث القضايا الاجتماعية في إسرائيل، أن حوالي 15% من ناجحي شهادات الثانوية العامة الصادرة لا يملكون التأهيل المناسب للالتحاق في الجامعات الإسرائيلية.
| المدينة      | الناجحون: |
| ------------ | --------- |
| القدس        | 36        |
| تل أبيب      | 60.3      |
| حيفا         | 64.3      |
| ريشون لتسيون | 59.2      |
| إسدود        | 55.       |
| عسقلان       | 58.5      |
| بات يام      | 49.5      |
| بئر السبع    | 51.5      |
| حولون        | 55.3      |
| نتانيا       | 52        |
| بتاح تكفا    | 57        |
| رمات غان     | 65.3      |

## التعليم العالي

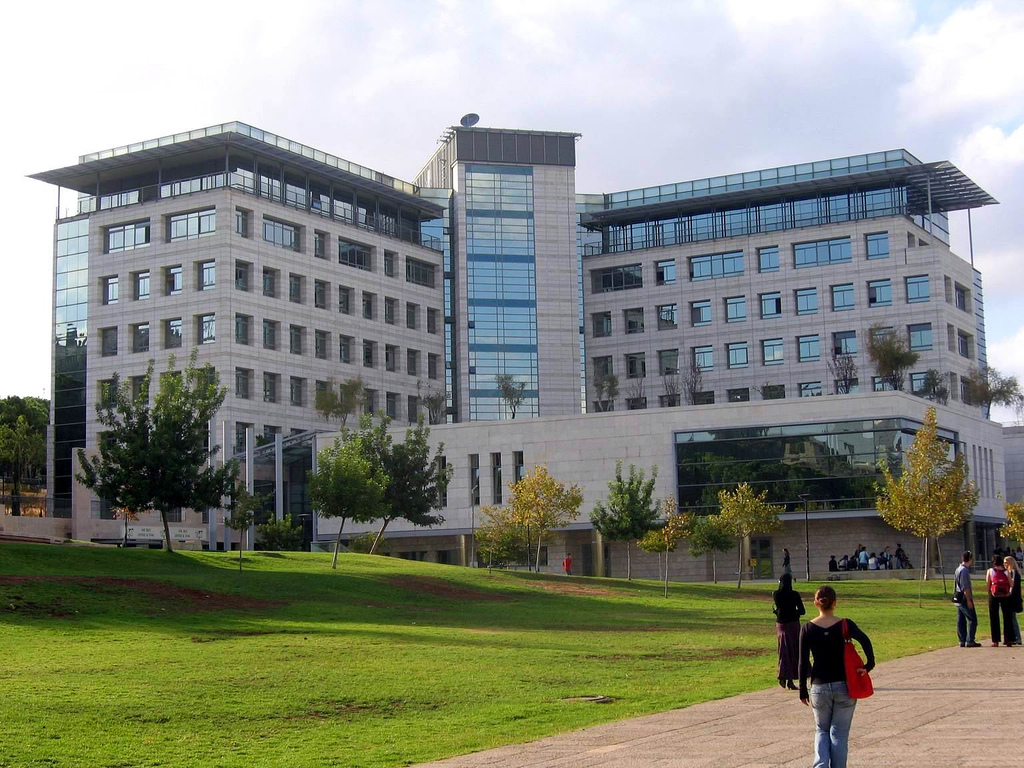
مبنى كلية علوم الحاسب الآلي في معهد التخنيون -المعهد الإسرائيلي للتكنولوجيا.

عموما يجند خريجي التعليم الثانوي في قوات الدفاع الإسرائيلية (الجيش الإسرائيلي)، ويطلب العديد منهم تمديد تاريخ التجنيد للدراسة في برنامج ما قبل الخدمة ميخنا أو في كلية أو جامعة. ويندرج أولئك الذين يدرسون في الجامعات في إطار برنامج يسمى «أتودا»، حيث يتكفل الجيش بدفع الرسوم الدراسية للخصول على درجة البكالوريوس. وهم ملزمون بتوقيع عقد مع الجيش يمديد خدمتهم لفترة سنتين أو ثلاث سنوات.
فضلا عن متوسط درجة معينة، تطلب الجامعات عموما قدرا معينا من وحدات البجروت وعلى درجة جيدة في اختبار الدخول السيكومتري، الذي يشبه في كثير من النواحي لامتحان «السات» الأمريكي. تقوم الحكومة بدعم الجامعات الإسرائيل الثمانية، وبعض الكليات، ولا يدفع الطلاب سوى جزء صغير من التكلفة الفعلية للتعليم.

### امتحان الدخول (بسيخومتري)
امتحان الدخول السيكومتري (المعروف بالعامية في دولة إسرائيل بالبسيخومتري، הפסיכומטרי) هو اختبار موحد في إسرائيل، ويعتمد بشكل عام كامتحان قبول في التعليم العالي. يغطي الامتحان ثلاثة مجالات هي: المنطق الكمي، المنطق الكلامي، واللغة الإنكليزية. ويديره المعهد الوطني الإسرائيلي للاختبار والتقييم (NITE) ويركز بشكل كبير على القبول في الجامعات.
يمكن أن يؤخذ في الاختبار بأي من اللغات التالية: العبرية أو العربية أو الروسية أو الفرنسية أو اللغة الإسبانية، أو بالعبرية والإنجليزية مجتمعة.

## مكانة المعلمين
على مر السنين، أثرت تخفيضات الحكومة في الميزانية وأجورا المعلمين على وضع المعلمين. وكانت إسرائيل في الستينات في المراتب العليا بين الأمم في التصنيف الدولي للأداء الطلاب فالعلوم والرياضيات في، ولكنه انخفض إلى 33 من أصل 41 دولة في استطلاع عام 2002. ووفقا لمسح منظمة التعاون الاقتصادي والتنمية، انخفضت أجور المعلمين الإسرائيليون مقارنة مع اجور المعلمين في الدول الصناعية الأخرى. لذلك يفضل المعلمون ترك التعليم من أجل وظائف ذات رواتب أفضل أو للعمل في الخارج، مما تسبب في «هجرة للأدمغة».

## مقارنات وتراتيب
وفقا لترتيب ويبوماتركس Webometrics، اندرجت ست من الجامعات الإسرائيلية في لائحة أفضل 100 جامعة في آسيا. ووفقا لتصنيف لجياو تونغ شنغهاي الأكاديمي العالمي للتصنيف الأكاديمي لجامعات العالم، وصلت أربع جامعات إسرائيلية إلى لائحة أفضل 150 جامعة في العالم، وثلاثة منها، دخلت لائحة تصنيف كيو إس للتعليم العالي العالمي للتايمز (أي «أفضل 200 جامعة عالمية»).
وبالإضافة إلى ذلك فإن الجامعات الإسرائيلية هي من بين 100الأعلى 100 جامعة في العالم في العلوم والهندسة:
- الرياضيات: (جامعة تل ابيب، الجامعة العبرية والتخنيون)؛
- الفيزياء: جامعة تل ابيب، الجامعة العبرية ومعهد وايزمان للعلوم؛
- الكيمياء: جامعة تل ابيب، الجامعة العبرية والتخنيون؛
- علوم الكمبيوتر: جامعة تل ابيب، الجامعة العبرية، معهد وايزمان للعلوم، وبيو والتخنيون؛ [13]
- الهندسة: التخنيون؛ [14]
- العلوم الحياتية: الجامعة العبرية.[15]

في العلوم الاجتماعية، وصلت جامعة تل ابيب والجامعة العبرية إلى المراتب ال 100 الأعلى،  وهي أيضا في المراتب 100 الأعلى في للاقتصاد

## ادعاءات التمييز في الميزانية
تدير إسرائيل نظام التعليم العربي للأقلية العربية الإسرائيلية حيث يعلم الطلاب العرب، باللغة العربية، عن تاريخهم وثقافتهم. ومع ذلك، كانت هناك ادعاءات بأن نظام التعليم اليهودي يحصل على موارد أكثر. وفقا للجنة المتابعة على التعليم العربي، فأن الحكومة الإسرائيلية تنفق ما متوسطه 192$ سنويا على كل طالب عربي بينما 1100 $ على كل طالب يهودي. ويلاحظ أيضا أن معدل انسحاب المواطنين العرب الإسرائيليين من المدارس هو ضعفي عدد نظرائهم اليهود (12 في المئة مقابل 6 في المئة). وتلاحظ نفس المجموعة أيضا أن هناك نقص 5000 فصل دراسي في المدارس العربية.
فيذكر تقرير عام 2001 للجنة مراقبة حقوق الإنسان (Human Rights Watch) أن الطلاب العرب في المدارس الحكومية تلقوا تعليما سيئا بسبب انخفاض عدد المعلمين، وعدم كفاية عدد الابنية المدرسية، وعدم وجود المكتبات والأماكن الترفيهية. بينما وجد أن المدارس اليهودية تكون أفضل تجهيزا، وبعض منها يحتوي على استوديوهات تحرير الأفلام وغرف مسارح. ووجد التقرير اختلافات جوهرية في كثير من جوانب النظام التعليمي. في عام 2009 أظهر سوريل كاهان من كلية التربية في الجامعة العبرية وان وزارة التعليم الإسرائيلية تمارس التمييز ضد العرب في مخصصاتها الخاصة للطلاب من خلفيات اجتماعية واقتصادية متدنية. وكتب كاهان أن متوسط نصيب الطالب في المدارس الثانوية هو أقل بالخمس.

## روابط خارجية
- خمسون عاما من التعليم في دولة إسرائيل
- 'المقاطعة هي مثل حرق الكتب'
- صوّت الطلاب لتكون التخنيون أفضل مؤسسة للتعليم العالي في إسرائيل
- التعليم العالي في إسرائيل